# Lampronadata
Lampronadata is een geslacht van vlinders van de familie tandvlinders (Notodontidae).

## Soorten
- L. cristata Butler, 1877
- L. splendida Oberthür, 1881